# Peter Badura
Peter Badura (Opole, 21 de fevereiro de 1934) é um advogado e professor alemão. Entre 1970 e 2002 foi titular da cadeira de direito público e filosofia política na Universidade Ludwig-Maximilians de Munique.

## Biografia
Badura estudou direito nas universidades de Erlangen e Berlim e passou seu primeiro exame de ordem em 1956, na Baviera. Em 1959, obteve seu doutorado sob Alfred Voigt com uma tese sobre "Os métodos da teoria Geral do estado moderna", e habilitou-se em 1962, também sob a tutela de Voigt, e sobre "o monopólio administrativo" na Universidade de Erlangen. Como resultado, ele recebeu a Venia legendi para o direito Público. Em 1964, tornou-se professor catedrático da Universidade de Göttingen, e de 1970 até sua aposentadoria, dava aulas a Badura na LMU de Munique, onde ocupou a cadeira de direito público e filosofia política. Seu sucessor foi Peter M. Huber. Badura foi, nos anos letivos de 1972/73 e 1990/91, reitor da faculdade de direito de Munique, e de 1976 a 1978, Presidente da Associação Alemã de Professores de Direito Constitucional.
Badura é co-editor das revistas "Arquivo do Direito Público" e "Administração Pública", e co-autor dos "Comentários de Bonn sobre a Constituição Alemã". Ele é membro da fraternidade Católica K. S. V. Rhenania. É considerado um dos mais importantes advogados constitucionais da história Alemã recente. Sua reputação é justificada pelos seus "Comentários de Bonn", em Maunz-Dürig, e em seus livros sobre o direito constitucional, que é publicado como uma obra-referência e está atualmente em sua sexta edição.

## Obras Destacadas
- Wirtschaftsverfassung Und Wirtschaftsverwaltung: Ein Exemplarischer Leitfaden - "Constituição econômica e administração econômica: uma diretriz exemplar
- Handbuch des Staatsrechts der Bundesrepublik Deutschland. Gesamtausgabe im Aufbau. - "Manual de direito constitucional da República Federal da Alemanha. Edição completa em construção."
- Staatsrecht: Systematische Erläuterung des Grundgesetzes für die Bundesrepublik Deutschland - "Direito Constitucional: Explicação Sistemática da Constituição da República Federal da Alemanha"
- "Allgemeines Verwaltungsrecht" - "Direito Administrativo Geral"

## Prêmios
- 2004: Bundesverdienstkreuz (I. Klasse)
- 2012: Bayerischer Verdienstorden

## Leitura Complementar
Michael Brenner, Peter M. Huber und Markus Möstl: Der Staat des Grundgesetzes - Kontinuität und Wandel: Festschrift für Peter Badura zum siebzigsten Geburtstag. Mohr Siebeck, Tübingen 2004, ISBN 978-3-16-148253-3.

## Ligações Externas
- Literatura de e sobre Peter Badura (em alemão) no catálogo da Biblioteca Nacional da Alemanha
- Literatur von Peter Badura im Open Access-Repository der LMU München